# Hitrino (huyện)
Hitrino là một huyện thuộc tỉnh Shumen, Bungaria. Dân số thời điểm năm 2001 là 7045 người.